# روبرت إلياس فرايز
روبرت إلياس فرايز (1876-1966) (بالإنجليزية: Robert Elias Fries)‏ هو عالم نبات سويدي.